# Andrej Hryc
Andrej Hryc (Bratislava, 30 de novembro de 1949 - Bratislava, 31 de janeiro de 2021) foi um ator eslovaco. 

## Biografia
Atuou em diversos filmes, em 1989, ele fundou a Twist, uma estação de rádio, que a manteve até 2004.

## Morte
Morreu em 31 de janeiro de 2021, aos 71 anos, por complicações da Leucemia.

## Filmografia
| Ano  | Título                        | Papel        | Notas |
| ---- | ----------------------------- | ------------ | ----- |
| 1975 | Sebechlebskí hudci            | Selim        |       |
| 1976 | Keby som mal dievča           | Oliver       |       |
| 1977 | Advokátka                     | Belko        |       |
| 1978 | Pustý dvor                    | Gabo         |       |
| 1986 | Cena odvahy                   | Frézár Vanák |       |
| 1989 | Sedím na konári a je mi dobre |              |       |
| 1994 | Vášnivý bozk                  | Mario        |       |
| 1998 | Rivers of Babylon             | Racz         |       |
| 2010 | Habermann                     | Hartel       |       |
| 2013 | Příběh kmotra                 |              |       |
| 2013 | Colette                       | Fritz        |       |